# Williams Stadium
O Williams Stadium é um estádio localizado em Lynchburg, Virgínia, Estados Unidos, possui capacidade total para 25.000 pessoas, é a casa do time de futebol americano universitário Liberty Flames football da Universidade Liberty. O estádio foi inaugurado em 1989, o nome vem em homenagem ao empresário e doador de fundos para a construção Arthur L. Williams Jr..